# 南魚沼市立六日町中学校
南魚沼市立六日町中学校（みなみうおぬましりつ むいかまちちゅうがっこう）は、新潟県南魚沼市六日町に所在する市立中学校。

## 概要
1947年に開校。通称は「六中」（ろくちゅう）。全校生徒数341名（1年102名・2年115名・3年124名、2018年度）。

## 沿革
- 1947年5月15日 - 六日町立六日町中学校として開校。
- 2004年11月1日 - 合併による市制施行に伴い南魚沼市立六日町中学校と改称。

## 通学区域
#外部リンクを参照。

### 進学前小学校
- 南魚沼市立六日町小学校
- 南魚沼市立北辰小学校

## 交通
- JR上越線・北越急行ほくほく線 六日町駅徒歩約5分[2]

## 著名な出身者
- 遠藤哲夫（著述家）
- 町田浩徳（日本テレビアナウンサー）
- 松村晟怜（サッカー選手）
- 風間晋（ジャーナリスト）